# Alexander Pleska
Alexander Pleska (* 6. února 1947) je chemik v oblasti syntézy aplikovaných polymerů, objevitel iniciátoru pro výrobu bifunkcionalizovaných kapalných polybutadienů. Absolvoval SVVŠ v Rakovníku, následně v roce 1972 vystudoval VŠCHT a poté tři roky pracoval v Ústavu makromolekulární chemie v Praze. Následně začal pracovat ve Výzkumném ústavu Kaučuku Kralupy v Kralupech nad Vltavou.
Od roku 1974 je klávesistou, zpěvákem a frontmanem skupiny Brutus, pro niž napsal velkou část písní.